# Luis Pico Estrada
 Luis Pico Estrada (Buenos Aires, 25 de diciembre de 1936 - Buenos Aires, 8 de junio de 2022) fue un periodista y guionista de cine, radio, televisión y teatro argentino. Culto, elegante y muy conocido en el ambiente literario de su generación, su labor periodística tuvo especial interés en el campo del cine y además escribió la novela Unos cuantos días.

## Actividad periodística y literaria
Empezó a trabajar como periodista en el diario La Nación y colaboró en publicaciones de Editorial Haynes. Posteriormente trabajó en la Editorial Atlántida dirigiendo la revista del mismo nombre. Después pasó a Editorial Abril, la competencia de aquella para dirigir el semanario Panorama y, más adelante, accedió a la dirección de Canal 7 en 1970.
Al producirse el Golpe de Estado del 24 de marzo de 1976 se lo vio cercano a las posiciones del almirante Emilio Eduardo Massera así como en buena relación con el presidente Roberto Viola. Gracias al primero ocupó una importante gerencia de Canal 13 por entonces dirigido por la Marina. También fue cronista de La Razón y colaboró en la revista de espectáculos Platea.
Después de 1983 editó una newsletter destinada a políticos y empresarios, llamada Informe Uno.
En 2000 fue nombrado asesor de la Secretaría de Inteligencia,  y más adelante dirigió la publicación por Internet El informador público. 
Su novela Unos cuantos días fue galardonada con el segundo premio en el concurso internacional de novelas de la Editorial Losada de 1961. Estuvo trabajándola durante nueve años y su tema es el hastío y la sinrazón que asedian a un adolescente de la alta burguesía, sus relaciones precarias e insatisfactorias con la familia y los amigos. 
Colaboró en varios guiones llevados al cine, tales como Primero yo (1964) y Con gusto a rabia (1964) –este último basada en el hecho real del asalto al Policlínico Bancario- que dirigiera Fernando Ayala y Martín Fierro (1968), El santo de la espada (1970), Güemes, la tierra en armas (1971), La maffia (1972), Los siete locos (1973), El pibe Cabeza (1975) y La guerra del cerdo (1975) que dirigiera Leopoldo Torre Nilsson.  
También fue ayudante de dirección del filme Piedra libre (1976) de Torre Nilsson.
En 1955 se casó con Sara Gallardo, que luego se convirtió en una acreditada escritora. El matrimonio terminó años después en un divorcio. Tuvieron dos hijos.

## Filmografía
Guionista
- El Pibe Cabeza (1975)
- La guerra del cerdo (1975)
- Los siete locos (1973)
- La maffia (1972)
- Güemes, la tierra en armas (1971)
- El Santo de la espada (1970)
- Martín Fierro (1968)
- Primero yo (1964)
- Con gusto a rabia (1964)

Argumento
- Con gusto a rabia (1964)

Asesoría artística
- Boquitas pintadas (1974)

Ayudante de dirección
- Piedra libre 1976)